# Isola di Tiburón
L'isola di Tiburón, in spagnolo Isla del Tiburón o Isla Tiburón, in lingua Seri /taˈʔɛxʷk/, pronunciato Tahéjöc, è un'isola messicana situata nella parte nord-occidentale del golfo di California. Con un'area di 1201 km², è l'isola più grande dell'intero Messico, nonché del golfo in cui giace. Il nome spagnolo in italiano significa "isola dello squalo", mentre il significato del nome nativo dell'isola è sconosciuto.

## Storia
Politicamente, l'isola fa parte dello Stato messicano di Sonora, e nella fattispecie è parte del comune di Hermosillo, città questa rispetto alla quale si trova grossomodo alla stessa latitudine. È situata a sud-est dell'isola di Ángel de la Guarda.
L'isola è stata in passato abitata da vari clan di etnia Seri, che vissero qui per vari secoli (secondo alcuni addirittura millenni): per questo motivo, nel 1963 l'isola fu dichiarata riserva naturale, mentre dodici anni dopo la proprietà del territorio comunale (corrispondente all'estensione dell'isola) fu donata ai Seri che ivi abitavano. Attualmente, tuttavia, l'isola è del tutto disabitata, eccezion fatta per una base militare nella sua zona orientale.

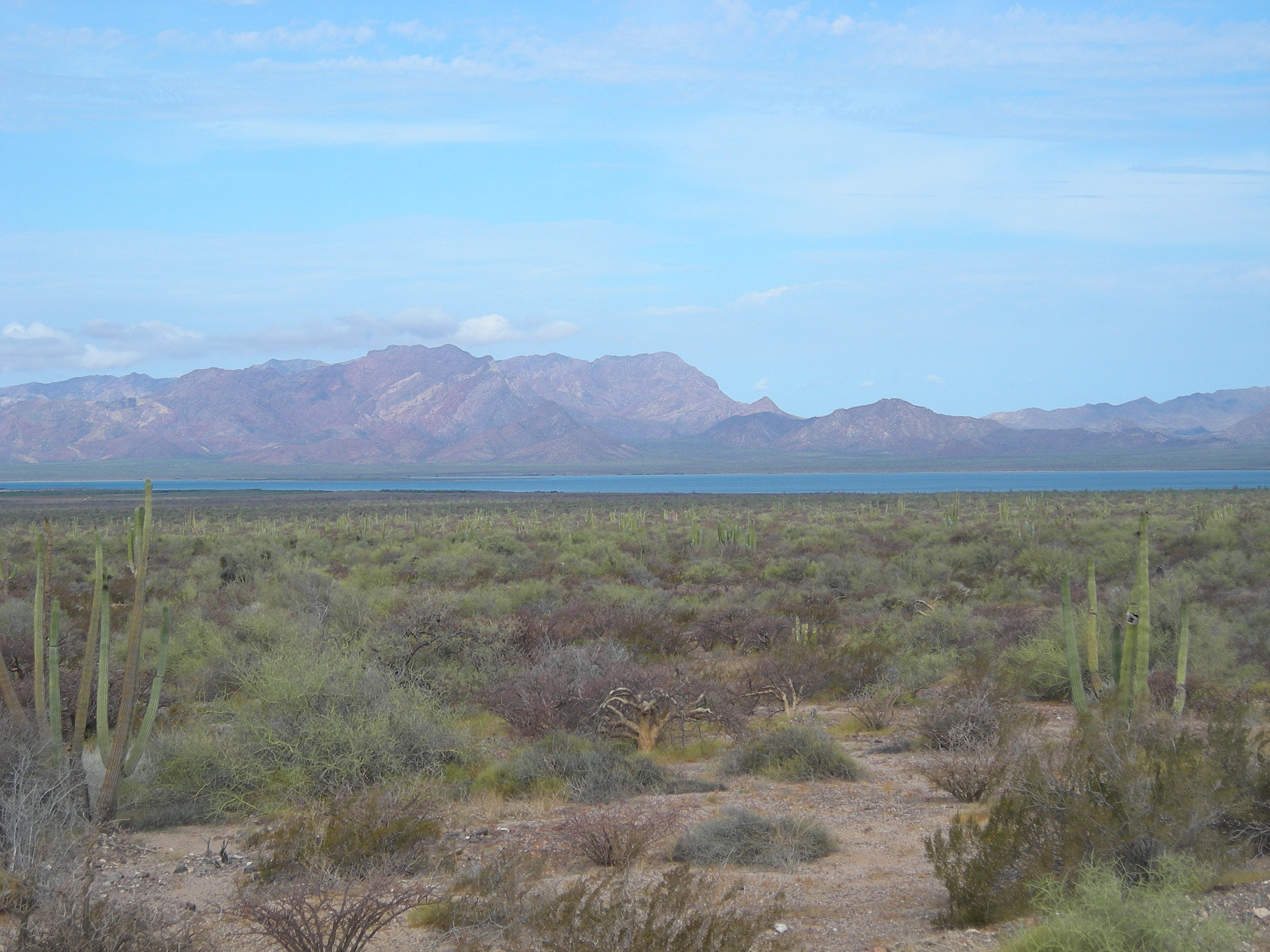
L'isola vista da Punta Chueca.

## Geografia

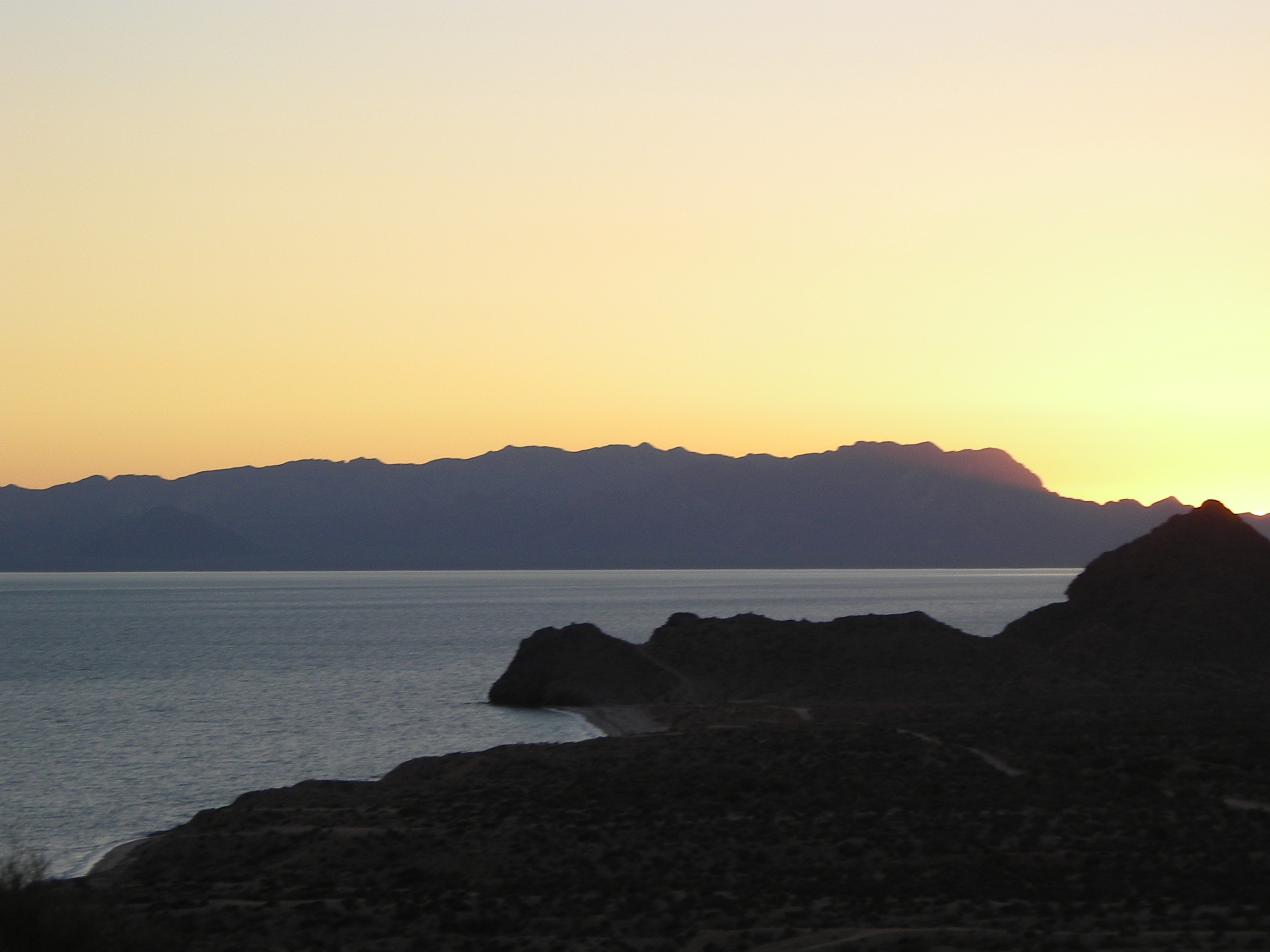
L'isola vista da Bahía de Kino.

Il centro abitato più vicino si trova sulla terraferma ed è costituito dalle città di Punta Chueca (3 km ad est) e Bahía de Kino (34 km a sud): l'isola è separata dall'entroterra messicano dal Canal del Infiernillo, nel quale vi sono forti correnti di marea e numerose secche che impediscono la navigazione.
La fauna sull'isola è piuttosto simile a quella presente nell'entroterra: vi è presente una sottospecie endemica di lepre del deserto (Lepus alleni ssp. tiburonensis): circa un decennio fa, vi furono introdotti alcuni esemplari di pecora delle montagne rocciose, i quali, insediatisi sulla zona montuosa di origine vulcanica sita nella sua parte centrale, possono essere cacciati con uno speciale permesso accordato a pochi.
Per restare più di un giorno sull'isola, così come per sbarcarvi con mezzi propri, bisogna avere uno speciale permesso governativo.